# Yer Blues
〈Yer Blues〉는 1968년 발매된 비틀즈의 앨범 《The Beatles》에 수록된 곡이다. 작사 및 작곡은 100% 존 레논이 담당했다.

## 배경 및 작곡
1968년 경, 영국의 팝계에서는 블루스 음악이 유행하고 있었고, 데뷔 이래 록 음악 일변도였던 밴드들도 벌이를 위해 블루스 음악을 발표하는 사례가 생겨났다. 하지만, 애초부터 록의 자식이었던 존은, 그 상황에 대해 불만을 가졌고 빈정거림의 의미를 담은 〈Yer Blues〉를 만들었다. (《The Beatles》 제작 전후 인도 여행에서 아무것도 얻지 못한 실망감으로 만든 곡이라고도 한다.) 당시 존은 새 연인 요코에게 마법처럼 빨려들며 아들 쥴리안과 부인 신시아에게 죄를 짓고 있는 상황이었고, 그런 상황과 어우러져 있어 복잡한 심경의 존은 더욱 폭발했다.
가사 한 대목에서는 'Mr. Jones'라고 하는 인명이 등장하고 있는데, 이 인명은 밥 딜런의 곡 〈Ballad of a Thin Man〉에 등장하는 시대에 뒤떨어진 진부한 캐릭터를 가리키는 것으로 밥 딜런을 풍자하고 있는 것이다.

## 커버

### 더티 맥
1968년 롤링 스톤스가 출연한 TV 쇼 '로큰롤 서커스'에서 존 레논 (리듬 기타/보컬)과 에릭 클랩튼 (기타), 키스 리처즈 (베이스), 미치 미첼 (드럼)은 더티 맥이라는 명의로 이 곡을 연주했다.

### 플라스틱 오노 밴드
1969년 9월 13일 캐나다 온타리오주 토론토에서 열린 로큰롤 리바이벌 페스티발에서 존 레논 (리듬 기타/보컬)과 요코 오코(보컬)는 클라우스 부어만 (베이스), 앨런 화이트 (드럼), 에릭 클랩튼 (드럼)과 함께 플라스틱 오노 밴드라는 명의로 이 곡을 연주했다.

### 제프 힐리
캐나다의 블루스 기타리스트 제프 힐리는 1995년 발표 앨범 《Cover To Cover》에서 이 곡을 리메이크 발표했다.

### 케니 웨인 셰퍼드
미국의 블루스 기타리스트 케니 웨인 셰퍼드는 2011년 발표 앨범 《How I Go》에서 이 곡을 리메이크 발표했다.

## 참여 인원
- 존 레논 – 리드  보컬, 코러스, 리드 기타
- 폴 매카트니 – 베이스, 고함
- 조지 해리슨 – 리드 기타
- 링고 스타 – 드럼